# Аверкий Петрович
Аверкий е български духовник, врачански митрополит през 1873 – 1874 година.

## Биография
Роден е със светското име Аврам Петров (Петрович) Бъзайтов в Сопот около 1815 година, завършва най-напред килийното училище при Сопотския манастир „Свети Спас“. Учителства в Габрово (1839 – 1845), в Сопот (1848 – 1850, 1857), Видин (1857). През 1845 – 1848 година учи в Белградската духовна семинария, където на 15 май 1846 година приема монашество, като дякон, а през 1860 година е в Духовната академия в Киев, която завършва в 1862 година.
През 1862 – 1864 година Аверкий Петрович слуша лекции в различни европейски университети, в това число и във философския факултет на университета в Дрезден. Известно време през 1870 година е преподавател по български език и история в Пансиона за благородни девици на графиня Левашова в Киев. До избирането му за Врачански митрополит преподава в Белградската духовна семинария и духовните училища в Зайчар, Неготин и Крагуевац.
На 26 февруари 1873 година Аверкий Петрович е ръкоположен за митрополит на Враца. Отстранен е на следната 1874 година след конфликт с врачанските общинари. Изпада в материално затруднение, но за заслугите си е подпомаган финансово от екзархийската каса. До смъртта си е предстоятел на църквата „Свети Стефан“ в Цариград където е и погребан.

## Преводи
По времето, когато учи в Белград, Аверкий Петрович превежда от сръбски сам или в съавторство няколко книги с духовно съдържание:
- „Разговори за сърдечно и душевно образование / Соч. на сръбски от Гавриила Поповича, архимандрита, а преведени на български от Аверкиа Петровича Д., сопотненца“. Белград, 1847
- „Цвет милости или завещание чадолюбиваго отца [от П. Стоишича] / Преведе ся от Аверкия Петровича Диакона“. Белград, 1848
- „Църковна история с най-нужни случаи в святата църква... / Преведе от греческий на славяноболгарский язык от Аверкия Петровича и Григорий Гога, дякони“. Белград, 1855.